# Радослав Герба
Радослав (Рајмунд) Герба (Огулин, 1 .мај 1849 — Опатија, 18. март 1918) био је генерал аустроугарске војске, командант загребачке XVIII корпуса и Краљевског хрватског домобранства.

## Биографија
Рођен је у српској породици.
После школовања  војно-инжењерске школе 1868. године, распоређен је у чин потпоручника у 71. пешадијски пук и служио је у штабу пука. Године 1878. са пуком учествује у окупацији Босне и Херцеговине и од тада служи у разним штабовима. Од 1885. до 1889. служио је на Катедри за ратну историју Царске академије у Бечу. Године 1893. постао је командант 97. пешадијског пука. Од 1903. до 1907. био је командант VII Домобранског округа у Загребу, а 1907. преузео дужност команданта XIII. загребачког корпуса.
Противио се увођењу мађарског на железнице у Хрватској, а у писму министру војном генералу Францу фон Шенајху назвао га је „мачем у срце“.  Датума 1. маја 1909, добио је чин генерала пешадије. Године 1913. постао је прави тајни саветник - именован је за члана Geheimer Rat (тајног судског већа). Исте године добио је почасну титулу „Inhabe“ 78. осјечке пешадијске пуковније (дословни превод власник), што је у хабзбуршкој војној традицији значило посебну част војном заповеднику или аристократи.
За његовог живота на италијански језик преведене су књиге о рату за пољско наслеђе 1773 – 1775 и борби аустријских трупа на Корзици и Сицилији. Године 2006. и 2008. књиге је дигитализовао Универзитет Харвард .